# Marc Baecke
Marc Baecke (* 24. Juli 1956 in Sint-Niklaas; † 21. Januar 2017 in Beveren) war ein belgischer Fußballspieler.

## Spielerkarriere
Baecke begann seine Karriere 1976 beim KSK Beveren. In Beveren gewann er zweimal die belgische Meisterschaft, zweimal den belgischen Pokal und zweimal den belgischen Supercup. Nach zehn Jahren bei KSK wechselte er 1986 zum KV Kortrijk, wo er noch ein Jahr spielte und danach seine Karriere beendete.
International spielte er 15 Mal für Belgien. Er nahm an der Weltmeisterschaft 1982 in Spanien (Aus in der zweiten Gruppenphase) und der Europameisterschaft 1984 in Frankreich (Aus in der Gruppenphase) teil.
Nach der Infektion einer Wunde musste ihm 2013 das linke Bein amputiert werden. Anfang 2016 verstarb seine Frau. Marc Baecke starb am 21. Januar 2017 nach langer Krankheit im Alter von 60 Jahren.

## Erfolge
- 2× Belgischer Meister (1979 und 1984)
- 2× Belgischer Pokalsieger (1978 und 1983)
- 2× Belgischer Supercupsieger (1979 und 1984)